# René François Renou
Pour les articles homonymes, voir Renou.
René François Renou, né le 2 décembre 1844 à Bourgueil (Indre-et-Loire) et mort le 1er mars 1920 à Dourgne (Tarn), est un ecclésiastique français, évêque d'Amiens de 1893 à 1896 puis archevêque de Tours de 1896 à 1913.

## Biographie

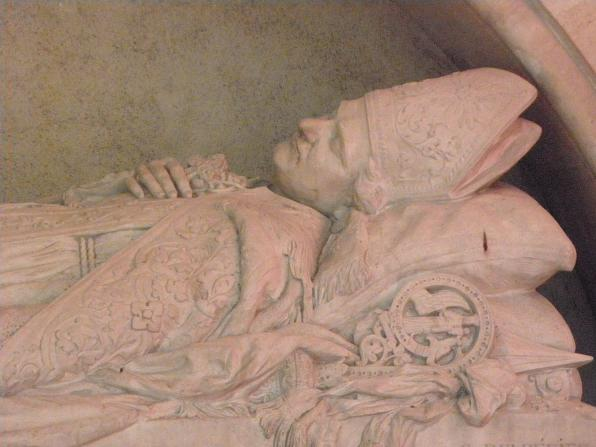
Monument funéraire de René Renou en la cathédrale de Tours

Né le 2 décembre 1844 à Bourgueil (archidiocèse de Tours), René François Renou devait en devenir l'ordinaire en 1896, après avoir occupé préalablement le siège épiscopal d'Amiens. Nommé le 26 novembre 1892 dans ce diocèse picard, recevant ses bulles le 19 janvier 1893, il fut sacré en la métropole Saint-Gatien par le cardinal Meignan, archevêque de Tours, assisté de Jean-Marie Bécel, évêque de Vannes, et Jean-Pierre Pagis, évêque de Verdun.
Le séjour amiénois fut de courte durée : à la suite du décès du cardinal Meignan, René François Renou allait devenir successeur de Saint-Martin, nommé qu'il fut au siège archiépiscopal tourangeau le 30 mai 1896. Confirmé le 25 juin et installé le 21 septembre suivant, il resta en fonction jusqu'au 2 août 1913, date où il démissionna, devenant par là-même archevêque émérite de Tours, titulaire de l'archevêché in partibus infidelium d'Apamée-en-Syrie (de).
René Renou décéda le 1er mars 1920.

## Succession apostolique
René François Renou a ordonné les évêques suivants :
- Évêque Bon-Arthur-Gabriel Mollien (1896)

## Armes
D'or, au manteau de saint Martin de gueules maintenu à senestre par une main sénestre et tranché 
par une épée d'argent tenue d'une main dextre, le tout surmonté d'une cuirasse antique au naturel.

## Distinctions
- Officier de la Légion d'honneur (25 juillet 1898)[4]
  -  Chevalier de la Légion d'honneur (17 juillet 1890)